# 18 марта
18 марта — 77-й день года (78-й в високосные годы) по григорианскому календарю.
До конца года остаётся 288 дней.
До 15 октября 1582 года — 18 марта по юлианскому календарю, с 15 октября 1582 года — 18 марта по григорианскому календарю.
В XX и XXI веках соответствует 5 марта по юлианскому календарю.

## Праздники и памятные дни
См. также: Категория:Праздники 18 марта
- СССР — День Парижской коммуны.

### Национальные
- Аруба — День флага и гимна.
- Россия — День Воссоединения Крыма с Россией.
- Россия — День выхода человека в открытый космос.

### Профессиональные
- Беларусь — День Внутренних войск Республики[2].
- Монголия — День военных, Мужской праздник[источник не указан 679 дней].

### Религиозные

#### Католицизм
- Память Сальватора из Орты;
- память Александра Иерусалимского;
- память Кирилла Иерусалимского;
- память мученика Эдуарда;
- память святого Фридиана.

#### Православие[3][4]
- Память преподобного Иоанна Лествичника, игумена Синайского (переходящее празднование в 2018 году);
- память мученика Ко́нона Исаврийского, исповедника (I);
- память мученика Онисия Усуровского (Исаврийского) (I);
- память мученика Конона Мандонского (Памфилийского), градаря́ (огородника) (III)[5];
- память мученицы Ираиды;
- память мученика Евлогия, иже в Палестине[6];
- память мученика Евлампия Палестинского;
- память преподобного Марка Нитрийского (V);
- память преподобного Исихия Вифинского (ок. 790)[7];
- обре́тение мощей святых благоверных князей Феодора Ростиславича Чёрного, Смоленского и чад его Давида и Константина, Ярославских чудотворцев (1463);
- память преподобномученика Адриана Пошехонского, Ярославского, игумена (1550);
- память священномученика Николая Покровского, пресвитера (1919);
- память священномученика Иоанна Миротворцева, пресвитера, и преподобномучеников Мардария (Исаева) и Феофана (Графова) (1938);
- обре́тение мощей святителя Луки (Войно-Ясенецкого), исповедника, архиепископа Симферопольского и Крымского (1996);
- празднование иконы Божией Матери «Воспитание».

### Именины
- Католические: Александр, Кирилл, Сальватор, Фридиан, Эдуард.
- Православные: Адриан, Архелай, Георгий, Давид, Евлампий, Евлогий, Иван, Ираида, Исихий, Кирилл, Конон, Константин, Мардарий, Марк, Николай, Онисий, Феофан, Фёдор, Фотий.

## События
См. также: Категория:События 18 марта

### До XIX века
- 37 — началось правление римского императора Калигулы.
- 1229 — крестоносцами восстанавливается Иерусалимское королевство. В Иерусалиме, в храме Гроба Господня, германский император Фридрих II (1194—1250) венчал себя короной возрождённого им Иерусалимского королевства, основанного в ходе первого крестового похода 1099 года и упразднённого в 1187-м султаном Салах-ад-дином.
- 1241 — в битве под Хмельником (вблизи Кракова) войско Золотой Орды побеждает польское войско и монголо-татары продолжают завоевание Европы[источник не указан 679 дней].
- 1314 — состоялся папский суд над великим магистром Жаком Моле и другими тамплиерами, дожидавшимися этого суда 7 лет. Их осуждают на пожизненное заключение. А великого магистра де Моле и приора Нормандии сжигают на костре.
- 1325 — основан Теночтитлан, который впоследствии стал столицей ацтекской империи.
- 1617 — великие послы прислали в Новгород Великий Царскую грамоту с извещением о заключении со шведами Столбовского мира.
- 1625 — город Либава (ныне Лиепая) получил магдебургское право.
- 1662 — в Париже появился первый общественный транспорт — восьмиместная карета, названная «омнибус», что означало — «для всех»[источник не указан 679 дней].
- 1797 — издан высочайший Указ Государя Императора Павла I «О систематизации вышедших ранее законов», призванный положить конец неправосудию и взяточничеству[источник не указан 679 дней].

### XIX век
- 1805 — Наполеон I объявил себя королём Италии. Начало формирования антифранцузской коалиции из России, Австрии и Англии.
- 1812 — принятие Кадисской конституции, первой в Испании.
- 1813 — в США патентуется аппарат для производства угольного газа[что это?][источник не указан 679 дней].
- 1831 — Верховный суд США постановил, что индейские племена не имеют права обращения в федеральные суды[источник не указан 679 дней].
- 1839 — Китайский император запрещает иностранным торговым компаниям ввозить в Китай опиум, что стало причиной первой опиумной войны.
- 1848 — Венгерский сейм принял решение о ликвидации крепостного права на Закарпатской Украине.
- 1850 — Американские бизнесмены Хенри Уэллс и Уильям Фарго основали финансовую компанию «American Express».
- 1861 — После 4-летней подготовки Александр II торжественно объявил об отмене крепостного права в России.
- 1867 — Подписание в Санкт-Петербурге конвенции с Японией, по которой Сахалин объявлялся состоящим впредь в совместном владении России и Японии. За русскими и японцами признавалось право селиться и возводить постройки в незанятых местах на территории острова. Провал попытки японского правительства организовать колонизацию Сахалина.
- 1869 — На заседании Русского химического общества Н. А. Меншуткиным от имени Д. И. Менделеева сделано сообщение об открытии соотношения между свойствами элементов и их атомными весами (получившего впоследствии известность под названием Периодическая система химических элементов).
- 1871 — Парижская коммуна (18 марта — 28 мая). В этот день центральный комитет Национальной гвардии публикует прокламацию о создании коммуны.
- 1876 — Подписание дополнительной конвенции к Будапештскому договору между Россией и Австро-Венгрией в случае Русско-Турецкой или Австро-Турецкой войны.
- 1890 — Вильгельм II вынуждает канцлера Отто фон Бисмарка уйти в отставку.
- 1891 — Вступила в строй телефонная связь Лондон — Париж.
- 1892 — Учреждён приз для лучшей хоккейной команды — Кубок Стэнли.
- 1898 — Немецкий инженер Рудольф Дизель создал двигатель внутреннего сгорания.
- 1899 — Американский астроном Пикеринг открыл Фебу, спутник Сатурна.[источник не указан 1276 дней]
- 1900 — основан голландский футбольный клуб «Аякс».

### XX век
- 1902 — В Милане впервые записывается на фонограф итальянский тенор Энрико Карузо.
- 1912 — В Красноярск пришло электричество: заработала первая электростанция, а на улицах и в домах города зажглись первые 262 лампочки.
- 1913 — Убийство в Фессалониках греческим террористом-одиночкой короля Греции Георга I.
- 1915
  - Победа турецких войск при Анафартах, Галлиполи.
  - В фильмографию комика Чарли Чаплина добавился фильм «В парке» (In the Park).
  - Была сформирована первая в истории русской армии специальная автомобильная (зенитная) батарея для стрельбы по воздушным целям.
- 1917
  - Опубликование в «Вестнике Временного правительства» Актов об отречении Государя Императора Николая II и Великого Князя Михаила Александровича.
  - Арестован последний русский царь Николай II.
  - Началось всероссийское совещание Советов рабочих и солдатских депутатов.
  - В России был восстановлен выход запрещённой большевистской газеты «Правда».
  - Приказом военного министра Временного правительства Александра Гучкова были отменены некоторые статьи воинских уставов. Так, офицеры теперь должны были обращаться к солдатам на «вы». Было упразднено понятие «нижний чин», отменено отдание чести и прочие, как тогда говорили, «старорежимные порядки», ущемляющие права «простого вояки».
  - В Киеве открывается первая украинская гимназия.
- 1918
  - Принято постановление Совнаркома об охране Ясной Поляны и передаче имения в пожизненное пользование Софье Андреевне Толстой.
  - Вышло постановление Совнаркома о закрытии московских буржуазных газет «с преданием редакторов и издателей революционному суду и применением к ним самых суровых мер наказания».
  - Страны Антанты заявили о непризнании ими Брестского договора России и Германии.
- 1919
  - Начал свою работу VIII съезд РКП(б).
  - В Советской России временно (до 10 апреля) прекращены пассажирские перевозки (кроме пригородных). Освободившиеся паровозы были использованы для тяги грузовых поездов, прежде всего для подвоза продовольствия и топлива[8].
- 1920
  - Декрет ВЦИК, дающий ВЧК право заключать подозрительных лиц, вина которых не доказана следствием, в лагеря принудительного труда на срок не свыше 5 лет.
  - Вышел первый номер газеты «Коммунистический труд». Через два года её переименовали в «Рабочую Москву». В 1939 году она стала «Московским большевиком», а с 1950 год приобрела название «Московская правда».
- 1921
  - Рижский мирный договор между РСФСР (также от имени БССР, белорусское руководство не было проинформировано о ведении переговоров) и УССР, с одной стороны, и Польшей, — с другой, подписанный в Риге и завершивший советско-польскую войну (1919—1921). К Польше отошли Западная Украина и Западная Белоруссия.
  - Монгольское ополчение, возглавляемое Д. Сухэ-Батором, освободило от китайских войск город Алтанбулаг.
  - Было подавлено первое после окончания Гражданской войны антибольшевистское Кронштадтское восстание. Красноармейцы под командованием Тухачевского штурмом взяли Кронштадт.
  - Из-за драки пассажиров на борту китайского парохода «Хон Кох» он потерял управление и затонул, погибло более тысячи человек.
- 1922 — Индийский лидер Махатма Ганди заключён в тюрьму на шесть лет за подстрекательство.
- 1924
  - Установлены дипломатические отношения между СССР и Швецией.
  - В США прошла премьера немого фильма «Багдадский вор» стоимостью 2 млн долларов.
- 1925 — По трём штатам США прошло самое смертоносное торнадо в истории страны, в результате чего около 700 человек погибли, и более 2027 пострадали[9].
- 1926 — Расстрел демонстрации в Пекине. Китайский писатель Лу Синь назвал этот день «мрачнейшим днём в истории Китайской республики».
- 1931 — В США компания Schick начала производство первых электрических бритв.
- 1932 — в Австралии открылся самый широкий в то время мост в мире — Харбор-Бридж.
- 1933
  - Еврейским врачам запрещена практика в Германии.
  - Начало огневых испытаний двигателя ОР-2 конструкции Ф. А. Цандера.
- 1937
  - На встрече с офицерами НКВД Ежов объявил своего предшественника Ягоду бывшим агентом царской охранки.
  - Гражданская война в Испании: завершилось сражение под Гвадалахарой, республиканцы разгромили итальянский экспедиционный корпус и заняли г. Бриуэгу, тем самым сняв угрозу окружения Мадрида.
- 1938 — В Ленинградской области из лётчиков, воевавших в Испании, для выполнения особых задач сформирован 19-й истребительный полк, один из наиболее отличившихся в период Великой Отечественной войны.
- 1939 — В результате Мюнхенского соглашения Венгрия захватывает Южную Словакию и Закарпатскую Украину.
- 1940 — На встрече в Бреннере Гитлер и Муссолини обсудили вопрос возможности создания союза с СССР.
- 1942 — 120 тысяч граждан США японской национальности депортированы в концентрационные лагеря.
- 1945
  - Правительство Японии закрывает школы, призывая на военную службу всех детей старше шести лет.
  - Англо-американская авиация совершила самый мощный налёт на Берлин. 1300 бомбардировщиков в сопровождении 750 истребителей два часа бомбили столицу рейха.
- 1946
  - Принятие Верховным Советом СССР первого послевоенного пятилетнего плана — Закона «О пятилетнем плане восстановления и развития народного хозяйства СССР на 1946—1950 гг.».
  - В Вашингтоне свою работу начал Всемирный банк.
- 1948 — Договор о дружбе, сотрудничестве и взаимной помощи между СССР и Народной Республикой Болгарией.
- 1949 — Была образована Организация Североатлантического договора — НАТО.
- 1952 — В Филадельфии впервые вставляются искусственные оптические линзы.
- 1954 — Указ Президиума ВС СССР о ратификации Конвенции о политических правах женщин, принятую Генеральной Ассамблеей ООН 20 декабря 1952 г. и подписанную Советским Союзом 31 марта 1953 г., с оговорками, сделанными СССР при подписании по статьям VII и IX Конвенции.
- 1958 — В Москве открылся Первый международный конкурс музыкантов-исполнителей имени П. И. Чайковского. Первое место среди пианистов завоевал пианист из США Ван Клиберн. Среди скрипачей первую премию завоевал скрипач В. А. Климов из СССР.
- 1960
  - В эфир вышла первая передача «Телевизионного клуба кинопутешествий» («Клуба путешественников»). Создателем и первым её президентом был Владимир Адольфович Шнейдеров, неутомимый путешественник, прошедший и проехавший за свою жизнь более 500 тысяч километров по неизведанным далёким местам, режиссёр, основатель жанра экспедиционно-приключенческого художественного фильма. С 1973 года ведущим до самой смерти в 2003 году являлся Юрий Александрович Сенкевич. Внесена в «Книгу рекордов Гиннесса» как старейшая программа российского телевидения.
  - Завод Swindon Works выпустил последний в Великобритании паровоз — BR 9F 92220 «Вечерняя звезда».
- 1961 — Состоялся первый полёт дальнего сверхзвукового истребителя-перехватчика Ту-128, экипаж М. В. Козлова. Всего было выпущено 198 машин. Это был самый большой в мире истребитель-перехватчик. На смену ему пришёл МиГ-25.
- 1962 — Франция и Алжир подписывают договор об окончании алжирской войны, тем самым Алжир обретает независимость.
- 1963 — В США при рассмотрении дела «Гидеон против Уэйерайта» Верховный суд выносит постановление о том, что если обвиняемый не имеет средств для оплаты услуг частного адвоката, он имеет право на адвоката, назначенного судом.
- 1964 — Запуск спутника «Космос-26» для изучения магнитного поля Земли.
- 1965
  - Советский космонавт Алексей Леонов совершил первый в истории человечества выход в открытый космос.
  - Состоялась премьера художественного фильма «Гранатовый браслет».
  - Каждый из музыкантов «Роллинг Стоунз» оштрафован на 5 фунтов за публичное справление малой нужды.
- 1966
  - Катастрофа Ан-24 под Каиром (Египет). Погибли 30 человек.
  - В высотном доме на Котельнической набережной в Москве показом фильма «Броненосец „Потёмкин“» открылся кинотеатр «Иллюзион».
  - Папа римский отменяет отлучение от церкви, наложенное на католиков, которые состоят в браке с некатоликами.
- 1967
  - Американский хит-парад возглавляют The Beatles с песней «Penny Lane».
  - Танкер Torrey Canyon, имевший в трюме 120 000 тонн нефти, наскочил на риф близ полуострова Корнуолл у юго-западных берегов Великобритании. Почти вся нефть вылилась в море, пятно расплылось почти на 1000 км².
- 1968
  - Сингл группы «Битлз» «Lady Madonna»/«The Inner Light» выпущен в США.
  - Журнал «Newsweek» объявил Джимми Хендрикса «самым эффектным и захватывающим гитаристом мира».
- 1969 — СССР и США призвали отказаться от ядерных испытаний в океане.
- 1970 — в Камбодже отстраняется от власти принц Нородом Сианук.
- 1974
  - Постановлением ЦК КПСС и СМ СССР на вооружение Советской армии были приняты автомат АК74 и ручной пулемёт РПК-74 конструкции М. Т. Калашникова.
  - Большинство членов ОПЕК прекращают эмбарго на поставки нефти в страны Европы, США и Японии, которое было причиной первого и самого тяжёлого нефтяного кризиса.
- 1975
  - Катастрофа Ан-2 в Тернее (Приморский край). Погибли 10 человек.
  - Atari выпустила на рынок первый в мире гоночный аркадный автомат под названием Gran Trak 10.
- 1976 — В Ораньестаде на острове Аруба в южной части Карибского моря был впервые поднят национальный флаг этого голландского владения.
- 1977
  - Группа «Клэш» выпустила свой первый сингл «White Riot».
  - Убит президент Республики Конго Мариан Нгуаби. Этот день отмечается в стране как памятный день Величайшей жертвы.
- 1978
  - На восемь недель во главе американского хит-парада обосновывается группа «Bee Gees» с песней «Night Fever».
  - Бывший премьер-министр Пакистана Зульфикар Али Бхутто приговорён к смертной казни.
- 1980
  - Взрыв ракеты на космодроме «Плесецк». При подготовке к пуску на стартовой позиции взорвалась ракета «Восток-2М», в результате чего погибли 48 человек, множество пострадавших[10].
  - В США вводится запрет на продажу СССР современных технологий.
- 1984 — Официальный день рождения группы «Браво». В этот день в ДК «Мосэнерготехпром» состоялся печально известный концерт группы, главными действующими лицами которого стали сотрудники правоохранительных органов, а финальная кода прозвучала в местном отделении милиции.
- 1987 — Пожар и выброс радиоактивности в Австралийском ядерном центре.
- 1988 — В ЮАР изготовлена самая большая буханка хлеба в мире (вес 1,43 тонны).
- 1989 — Начался очередной грузино-абхазский конфликт. В селе Лыхны Гудаутского района состоялся многотысячный митинг-сход, участники которого приняли Обращение к руководящим органам СССР с требованием вернуть Абхазии статус Республики. Это обращение стало поводом для апрельского митинга в Тбилиси в том же году, приведшего к драматичным последствиям.
- 1990
  - От первой, запущенной для исследования Луны, японской АМС «Muses A»/«Hiten», был отделён малый аппарат «Hagoromo», оставшийся на окололунной орбите.
  - На первых после 1933 года свободных парламентских выборах в Восточной Германии 48 процентов избирателей поддерживают организацию «Союз за Германию».
  - Ограбление музея Изабеллы Гарден в Бостоне, в результате которого музей лишился лучших экспонатов.
- 1991
  - В России принимается закон «О милиции».
  - В Вене открылся Центр по предотвращению конфликтов — один из постоянно действующих институтов ОБСЕ.
  - Освободительное движение УНИТА (UNITA) объявляет об окончании гражданской войны в Анголе.
- 1992
  - Создаётся Федеральная служба налоговой полиции Российской Федерации. (упразднена 1 июля 2003 года).
  - Парламент Финляндии соглашается на вступление страны в ЕС.
  - Компания Майкрософт представляет операционную систему Windows 3.1.
- 1994 — Босния и Герцеговина, с одной стороны, и Хорватия, с другой стороны, подписывают Договор о создании федеративного государства боснийских мусульман и хорватов.
- 1996 — 162 человека, из них не менее 150 подростков, погибают во время пожара в клубе «Озон Диско» в городе Кесон-Сити. В помещение дискотеки, рассчитанное лишь на 35 человек, набилось около 390 человек. Когда вспыхнул пожар, оказалось, что аварийный выход блокирован строящимся рядом зданием.
- 1997 — катастрофа Ан-24 в Черкесске, когда во время полёта у самолёта отвалился хвост. Погибли 50 человек.
- 1999 — Югославия отказалась принять план мирного урегулирования косовского конфликта на переговорах в Рамбуйе (Франция).

### XXI век
- 2001 — с плавающей платформы «Одиссей» в Тихом океане успешно запущена российско-украинская РН «Зенит-3SL», доставившая на орбиту американский спутник ХМ-2 Rock
- 2003
  - Председателем КНР вместо 77-летнего Цзян Цзэминя избран Ху Цзиньтао.
  - Спутником SOHO впервые были засняты два одновременных протуберанца с противоположных сторон диска Солнца[11].
- 2004 — рекордно близко от Земли (43 тыс. км) пролетел астероид.
- 2014 — Президент России В. В. Путин обратился к обеим палатам Федерального Собрания в связи с аннексией Крыма и подписал с властями самопровозглашённой Республики Крым договор, объявивший полуостров частью России.
- 2018 — президентские выборы в России: Путин победил с результатом в 76,69 %.
- 2019 — в Утрехте совершён террористический акт. 37-летний турок расстрелял 10 пассажиров трамвая, из которых 4 погибли[12].

## Родились
См. также: Категория:Родившиеся 18 марта

### До XIX века
- 1578 — Адам Эльсхеймер (ум. 1610), немецкий живописец и гравёр, крупный мастер света в живописи.
- 1609 — Фредерик III (ум. 1670), король Дании и Норвегии с 1648 г.
- 1634 — Мари де Лафайет (ум. 1693), французская писательница, зачинательница жанра любовно-психологического романа.
- 1733 — Кристоф Фридрих Николаи (ум. 1811), немецкий писатель, журналист, критик и издатель.
- 1743 — Уильям Дьюэр (ум. 1799), американский юрист, конгрессмен и биржевой спекулянт.
- 1749 — Александр Храповицкий (ум. 1802), кабинет-секретарь российской императрицы Екатерины II, редактор её сочинений.
- 1757 — монах Авель (ум. 1841), легендарный русский православный монах-предсказатель.
- 1763 — Фридрих Готтлоб Хайне (ум.1832), немецкий ботаник, фармацевт, магистр философии, профессор.
- 1780
  - Василий Давыдов (ум. 1855), русский офицер, поэт, декабрист.
  - Милош Обренович (ум. 1860), сербский князь, основатель династии Обреновичей.
- 1790 — Астольф де Кюстин (ум. 1857), маркиз, французский дипломат, монархист, путешественник, писатель, автор знаменитых записок «Россия в 1839 году».
- 1796 — Якоб Штейнер (ум. 1863), швейцарский математик, один из основателей современной синтетической геометрии.

### XIX век
- 1809 — Александра Смирнова (ум. 1882), фрейлина русского императорского двора, мемуаристка.
- 1813 — Фридрих Кристиан Хеббель (ум. 1863), немецкий драматург.
- 1823 — Николай Кроль (ум. 1871), русский поэт, прозаик, драматург.
- 1834 — Это Симпэй (казнён в 1874), японский политический деятель, юрист, законодатель.
- 1837 — Гровер Кливленд (ум. 1908), 22-й и 24-й президент США (1885—1889 и 1893—1897).
- 1838 — Уильям Рандел Кример (ум. 1908), английский тред-юнионист, пацифист, лауреат Нобелевской премии мира (1903).
- 1842 — Стефан Малларме (ум. 1898), французский поэт-символист.
- 1844 — Николай Андреевич Римский-Корсаков (ум. 1908), русский композитор, педагог, дирижёр, музыкальный критик.
- 1848 — Луиза Великобританская (ум. 1939), дочь королевы Виктории.
- 1850
  - Альфред Модсли (ум. 1931), британский путешественник-исследователь, фотограф и археолог-любитель. Один из пионеров научной майянистики.
  - Юзеф Монтвилл (ум. 1911), польский банкир и меценат.
- 1856 — Александр Извольский (ум. 1919), русский дипломат, государственный деятель, министр иностранных дел (1906—1910).
- 1857 — Николай Беклемишев (ум. 1934), русский военный моряк, генерал-майор, гидрограф, писатель, общественный деятель.
- 1858 — Рудольф Дизель (исчез в 1913), немецкий инженер и изобретатель, создатель двигателя внутреннего сгорания.
- 1866
  - Янис Розенталс (ум. 1916), латышский художник.
  - Эрнест Старлинг (ум. 1927), английский физиолог, основатель английской школы физиологов; ввёл понятие гормон.
- 1868 — Вильгельм Штекель (ум. 1940), австрийский психиатр и композитор-любитель, один из пионеров психоанализа.
- 1869 — Невилл Чемберлен (ум. 1940), британский политик, премьер-министр в 1937—1940 гг.
- 1874 — Николай Бердяев (ум. 1948), русский религиозный философ.
- 1877 — Эдгар Кейси (ум. 1945), американский врачеватель и экстрасенс, ясновидящий, предсказатель.
- 1882 — Джан Франческо Малипьеро (ум. 1973), итальянский композитор и музыковед.
- 1886 — Курт Коффка (ум. 1941), немецкий психолог, один из основателей школы гештальтпсихологии.
- 1891 — Алексей Кожевников (ум. 1980), русский советский писатель («Золотая голытьба», «Магистраль» и др.).
- 1895 — Семён Урицкий (расстрелян в 1938), советский военный деятель, начальник разведуправления РККА, комкор.
- 1899
  - Макс Альперт (ум. 1980), фотограф, фоторепортёр, один из зачинателей советской серийной репортажной фотографии.
  - Серапион Вацадзе (ум. 1967), грузинский художник кино.
  - Павел Гроховский (расстрелян в 1943), советский конструктор, изобретатель и организатор производства парашютной и воздушно-десантной техники.

### XX век
- 1901 — Мэнли Палмер Холл (ум. 1990), канадско-американский писатель, лектор, философ-мистик, таролог, масон, 33° ДПШУ.
- 1902 — Лидия Гинзбург (ум. 1990), советский филолог, литературовед, писательница.
- 1903
  - Павел Жилин (ум. 1987), советский военный историк, генерал-лейтенант, член-корреспондент АН СССР.
  - Василий Парин (ум. 1971), советский физиолог, один из зачинателей космической физиологии и физиологической кибернетики, академик АН и АМН СССР.
  - Галеаццо Чиано (расстрелян в 1944), итальянский политик и дипломат, зять Муссолини, министр иностранных дел Италии (1936—1943).
- 1904 — Сречко Косовел (ум. 1926), словенский поэт, прозаик и публицист.
- 1906 — Поль Рассинье (ум. 1967), французский политик, пацифист, преподаватель истории, географии и литературы. Ревизионист и отрицатель Холокоста.
- 1907
  - Аркадий Аполлонов (ум. 1978), советский военный и государственный деятель, генерал-полковник.
  - Яков Джугашвили (убит в 1943), сын И. В. Сталина, погибший в немецком плену.
- 1913 — Рене Клеман (ум. 1996), французский кинорежиссёр («У стен Малапаги», «Запрещённые игры», «Приходящая няня»).
- 1916 — Владимир Теребилов (ум. 2004), советский и российский юрист, в 1984—1989 гг. председатель Верховного Суда СССР.
- 1919 — Элизабет Энском (ум. 2001), английский философ, представительница аналитического томизма.
- 1925 — Ваня Шутлич (ум. 1989), югославский философ, представитель феноменологической школы Хайдеггера.
- 1928 — Фидель Вальдес Рамос (ум. 2022), филиппинский государственный деятель, 12-й президент Филиппин (1992—1998).
- 1929
  - Криста Вольф (ум. 2011), немецкая писательница, известный прозаик и эссеист.
  - Фёдор Муравченко (ум. 2010), украинский авиамоторостроитель, генеральный конструктор Запорожского МКБ «Прогресс».
- 1930 — Самвел Григорян (ум. 2015), советский и российский учёный в области механики, академик РАН.
- 1932
  - Джон Апдайк (ум. 2009), американский прозаик, поэт, эссеист и литературный критик.
  - Фридрих Горенштейн (ум. 2002), советский и российский прозаик, драматург и сценарист.
- 1935 — Владимир Санги, первый нивхский писатель, автор книг «Ложный гон», «Женитьба кевонгов», «Легенды Ых-Мифа» и др.
- 1936
  - Фредерик де Клерк (ум. 2021), президент ЮАР (1989—1994), последний белый руководитель этой страны.
  - Энтони Нэш (ум. 2022), британский бобслеист, олимпийский чемпион (1964), чемпион мира (1965).
- 1940 — Марат Юнусов, узбекский и российский учёный-химик, академик РАН.
- 1945 — Борис Терещук (ум. 2011), советский волейболист, олимпийский чемпион (1968), чемпион Европы (1971).
- 1948 — Геннадий Заволокин (погиб в 2001), советский и российский композитор, баянист и гармонист, поэт, телеведущий, народный артист России.
- 1949 — Борис Грачевский (ум. 2021), кинорежиссёр, сценарист, заслуженный деятель искусств России, художественный руководитель детского юмористического киножурнала «Ералаш».
- 1950 — Игорь Липсиц, советский и российский экономист, профессор НИУ ВШЭ.
- 1952
  - Саломе Зурабишвили, французская и грузинская женщина-политик, президент Грузии (с 2018).
  - Александр Трофимов, актёр театра и кино, народный артист России (фильмы «Д’Артаньян и три мушкетёра», «Маленькие трагедии» и др.).
- 1955 — Филипп Буасс, французский фехтовальщик на шпагах, двукратный олимпийский чемпион, трёхкратный чемпион мира.
- 1956
  - Сергей Ряховский, российский религиозный и общественный деятель, начальствующий епископ пятидесятнического Российского объединённого Союза христиан веры евангельской.
  - Ингемар Стенмарк, шведский горнолыжник, двукратный олимпийский чемпион, 5-кратный чемпион мира.
- 1957 — Кристер Фуглесанг, первый шведский астронавт.
- 1959
  - Люк Бессон, французский кинорежиссёр, сценарист, продюсер и писатель, лауреат премии «Сезар».
  - Айрин Кара, американская актриса и певица, обладательница премий «Оскар», «Золотой глобус» и «Грэмми».
- 1963 — Ванесса Уильямс, американская певица, актриса и модель.
- 1964 — Бонни Блэйр, американская конькобежка, 5-кратная олимпийская чемпионка, трёхкратная чемпионка мира.
- 1966 — Джерри Кантрелл, гитарист, вокалист и автор песен, лидер американской рок-группы Alice in Chains.
- 1968 — Михаил Делягин, российский экономист, политолог, публицист, политик, академик РАЕН, руководитель Института проблем глобализации (ИПРОГ).
- 1970 — Куин Латифа (урожд. Дана Элейн Оуэнс), американская певица, рэпер, актриса и модель, лауреат премий «Грэмми», «Золотой глобус» и «Эмми».
- 1972 — Станислав Кучер, российский журналист, публицист, радио- и телеведущий, политический и общественный деятель, кинорежиссёр-документалист.
- 1976 — Джованна Антонелли, бразильская актриса, фотомодель, телеведущая, продюсер и певица.
- 1977
  - Аркадий Бабченко, российский журналист, писатель, военный корреспондент.
  - Вилли Саньоль, французский футболист и футбольный тренер.
  - Здено Хара, словацкий хоккеист, обладатель Кубка Стэнли (2011)
- 1979 — Адам Ноа Левин, американский певец, вокалист и гитарист поп-рок-группы Maroon 5.
- 1980
  - Наталья Поклонская, российский политик и государственный деятель.
  - Алексей Ягудин, российский фигурист, олимпийский чемпион (2002), 4-кратный чемпион мира, 3-кратный чемпион Европы.
- 1981
  - Тура Бергер, норвежская биатлонистка, двукратная олимпийская чемпионка (2010, 2014), 8-кратная чемпионка мира.
  - Фабиан Канчеллара, швейцарский велогонщик, двукратный олимпийский чемпион (2008, 2016).
- 1982
  - Татьяна Арнтгольц, российская актриса театра и кино, телеведущая.
  - Ольга Арнтгольц, российская актриса театра и кино, сестра-близнец Татьяны.
- 1985
  - Кристиан Берки, венгерский гимнаст, олимпийский чемпион (2012), многократный чемпион мира и Европы.
  - Михаэла Кирхгассер, австрийская горнолыжница, трёхкратная чемпионка мира.
- 1987
  - Арнд Пайффер, немецкий биатлонист, олимпийский чемпион в спринте (2018), 5-кратный чемпион мира.
  - Ребекка Сони, американская пловчиха, трёхкратная олимпийская чемпионка (2008, 2012), многократная чемпионка мира.
- 1989 — Лили Коллинз, англо-американская актриса и фотомодель, дочь музыканта Фила Коллинза.
- 1998 — Милтиадис Тентоглу, греческий прыгун в длину, олимпийский чемпион, чемпион мира и Европы.
- 1999 — Харуна Окуно, японская спортсменка, трёхкратная чемпионка мира по вольной борьбе.

## Скончались
См. также: Категория:Умершие 18 марта

### До XIX века
- 1314 — казнён Жак де Моле (р. 1244), 23-й и последний магистр ордена Тамплиеров.
- 1321 — Матуш Чак (р. 1252 или 1260), некоронованный «король» Словакии (1311—1321).
- 1584 — Иван Грозный (р. 1530), 1-й царь всея Руси (1547—1575 и 1576—1584).
- 1745 — Роберт Уолпол (р. 1676), первый премьер-министр Британии (1721—1742).
- 1768 — Лоренс Стерн (р. 1713), английский писатель.

### XIX век
- 1829 — Александр Ламет (р. 1760), генерал, участник Великой французской революции, один из вождей фельянов.
- 1845 — Джонни Эпплсид (наст. имя Джонатан Чепмен; р. 1774), американский миссионер, сельскохозяйственный активист, фольклорный персонаж.
- 1865 — Фридрих Штюлер (р. 1800), прусский архитектор.
- 1868 — князь Пётр Горчаков (р. 1789), российский генерал от инфантерии, участник покорения Кавказа и Крымской войны.
- 1871 — Георг Готфрид Гервинус (р. 1805), немецкий историк, литературовед, политик.
- 1899 — Отниел Чарльз Марш (р. 1831), американский палеонтолог.

### XX век
- 1913 — Георг I (р. 1845), король Греции (1863—1913).
- 1921 — погиб Герасим Фейгин (р. 1901), герой Гражданской войны, один из организаторов комсомола, поэт.
- 1928 — Пол ван Остайен (р. 1896), бельгийский поэт, писавший на нидерландском языке.
- 1929 — Хамза Хакимзаде Ниязи (р. 1889), поэт, драматург, народный поэт Узбекской ССР.
- 1937 — Лидия Чарская (р. 1875), русская детская писательница и актриса.
- 1942
  - Наталья Данько (р. 1892), советский скульптор-керамист, создатель фарфоровых групп и фигурок.
  - Фёдор Щербатской (р. 1866), русский советский востоковед-индолог, академик.
- 1960 — Александр Куприн (р. 1880), русский советский живописец, мастер промышленного пейзажа.
- 1962 — Людо Ондрейов (р. 1901), словацкий поэт и прозаик.
- 1964 — Норберт Винер (р. 1894), американский математик, основатель кибернетики.
- 1971 — Пётр Богатырёв (р. 1893), советский фольклорист, этнограф, переводчик.
- 1979 — Хан Шушинский (р. 1901), азербайджанский певец-ханенде.
- 1980
  - Константин Арцеулов (р. 1891), один из первых пилотов России, впервые выполнивший фигуру «штопор».
  - Григор Вачков (р. 1932), болгарский актёр театра, кино и телевидения.
  - Тамара Лемпицка (урожд. Мария Гурвич-Гурцкая; р. 1898), американская художница российского происхождения.
  - Эрих Фромм (р. 1900), немецкий философ, социолог, психолог, гуманист.
- 1982 — Василий Чуйков (р. 1900), маршал Советского Союза, дважды Герой Советского Союза.
- 1986 — Бернард Маламуд (р. 1914), американский писатель.
- 1994 — Юрий Катин-Ярцев (р. 1921), актёр театра и кино, народный артист РСФСР.
- 1996
  - Лев Озеров (р. 1914), русский советский поэт, переводчик, критик.
  - Одисеас Элитис (р. 1911), греческий поэт, лауреат Нобелевской премии (1979).

### XXI век
- 2001 — Джон Филлипс (р. 1935), американский певец и композитор, лидер группы «Mamas & Papas».
- 2008 — Энтони Мингелла (р. 1954), британский кинорежиссёр, сценарист, драматург, лауреат премии «Оскар».
- 2009
  - Еремей Парнов (р. 1935), советский и российский писатель-фантаст.
  - Наташа Ричардсон (р. 1963), английская актриса, обладательница премии «Тони».
- 2010 — Константин Ерёменко (р. 1970), российский спортсмен (мини-футбол), чемпион Европы (1999).
- 2014 — Люциус Шепард (р. 1947), американский писатель-фантаст.
- 2016 — Лесь Танюк (р. 1938), украинский политик, писатель, режиссёр, сценарист, народный артист Украины.
- 2017 — Чак Берри (р. 1926), американский гитарист, певец и автор песен, пионер рок-н-ролла.
- 2022 — Дон Янг (р. 1933), американский политик, член Палаты представителей Конгресса США от Аляски.
- 2024 — Томас Стаффорд (р. 1930), американский астронавт, один из 24 человек, летавших к Луне. Участвовал в космических полётах по программам «Джемини-6», «Джемини-9А», был командиром в миссиях «Аполлон-10» и «Аполлон» по программе «Союз» — «Аполлон».
- 2025 — Бедрос Киркоров (р. 1932), болгарский, советский и российский эстрадный певец.

## Народный календарь, приметы и фольклор Руси
День Мученика Конона Градаря.
- С этого дня можно начинать копать огород.
- Коли на Конона вёдро — градобитий летом не будет.
- В старину на Руси, крестьяне, чтобы избежать в огороде мошки, червей и засухи, выкапывали три лунки и приговаривали: «Одна лунка для суши, другая для мошки, третья для червей».
- Время замочить семена капусты и помидоров для парников[13].